# فروردین ۱۳۸۴
فروردین ۱۳۸۴، اولین ماه سال ۱۳۸۴ هجری خورشیدی است.
آغاز آن دوشنبه: ‌۱ فروردین ۱۳۸۴ (۲۱ مارس ۲۰۰۵ میلادی)